# Kulturarvsstyrelsen

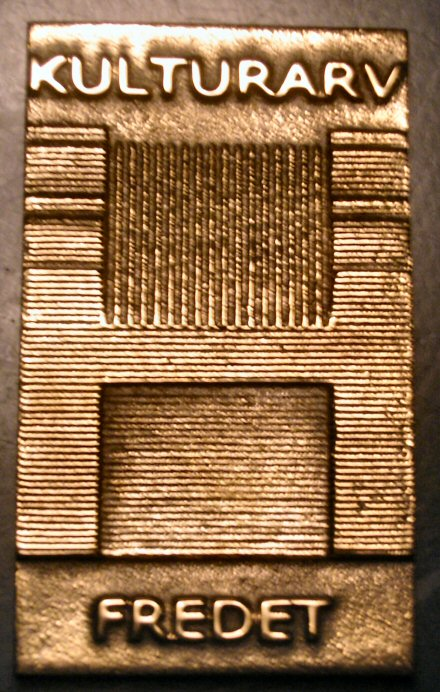
Plakette der Kulturarvsstyrelsen für denkmalgeschützte Gebäude in Dänemark

Kulturarvsstyrelsen (dt. Kulturerbebehörde) war die von 2002 bis 2012 bestehende dänische Denkmalschutzbehörde mit Sitz in Kopenhagen. Sie war für den Erhalt von Kulturdenkmälern zuständig. Dazu zählten auch Sammlungen in acht staatlichen und 114 staatlich anerkannten Museen. Sie wurde zum 1. Januar 2012 mit den anderen Behörden des dänischen Kulturministeriums – der Kunstbehörde (Kunststyrelsen) und der Behörde für Bibliotheken und Medien (Styrelsen for Bibliotek og Medier) – zur neuen Kulturbehörde (Kulturstyrelsen) zusammengefasst. 

## Organisation bis Ende 2011
Unter den rund 100 Mitarbeitern, die bei Kulturarvsstyrelsen angestellt waren, befanden sich unter anderem Archäologen, Ethnologen, Historiker, Kunsthistoriker, Architekten, Restauratoren, Landvermesser, Juristen sowie Wirtschafts- und Politikwissenschaftler. Ihnen stand ein jährliches Gesamtbudget von etwa 600 Mio. DKK (Stand: März 2011) zur Verfügung, mit dem sie die dänischen Ministerien berieten, Gesetzentwürfe ausarbeiteten und für die Umsetzung der Gesetze sorgten, die den Bereich des dänischen Kulturerbes betrafen. Zudem koordinierte und beriet die Behörde die dänischen Museen und verwaltete ein zentrales Dokumentationszentrum, um so einen Überblick über das Kulturerbe des Landes zu verschaffen. Beraten wurde die Behörde von einer Reihe von Fachausschüssen, die sich aus Vertretern von Museen und Universitäten zusammensetzten. Darunter zählte auch die vom Kulturministerium ernannte Sonderbauaufsicht (Det Særlige Bygningssyn), die die Behörde in Angelegenheiten zum Schutz und zur Restaurierung von Gebäuden beriet.
Darüber hinaus betrieb Kulturarvsstyrelsen neben verschiedenen Websites zwei Zentralregister: zum einen das Register Kunstindeks Danmark (KID), das Informationen über Kunstwerke in staatlichen und vom Staat anerkannten Museen sammelt und als eines ihres integrierten Bestandteiles eine digitalisierte Ausgabe von Weilbachs Kunstnerleksikon bereithält; zum anderen das kulturhistorische Zentralregister Fund og Fortidsminder (dt. Funde und Altertümer), das über rund 150.000 kulturhistorische Örtlichkeiten, u. a. archäologische Fundplätze, informiert.
Ein großes Online-Projekt, das von der Behörde 2010 ins Leben gerufen wurde, ist die Webseite 1001 fortællinger om Danmark (Tausendundeine Geschichte über Dänemark), Dänemarks erste und größte interaktive Webseite über die Kulturgüter des Landes.